# 藤桂京伊
藤桂京伊株式会社（ふじけいきょうい、英: FUJIKEI KYOI CO., LTD.）は、愛知県稲沢市に本社を置く酒の専門店チェーン「酒ゃビック」を運営する企業。

## 概要

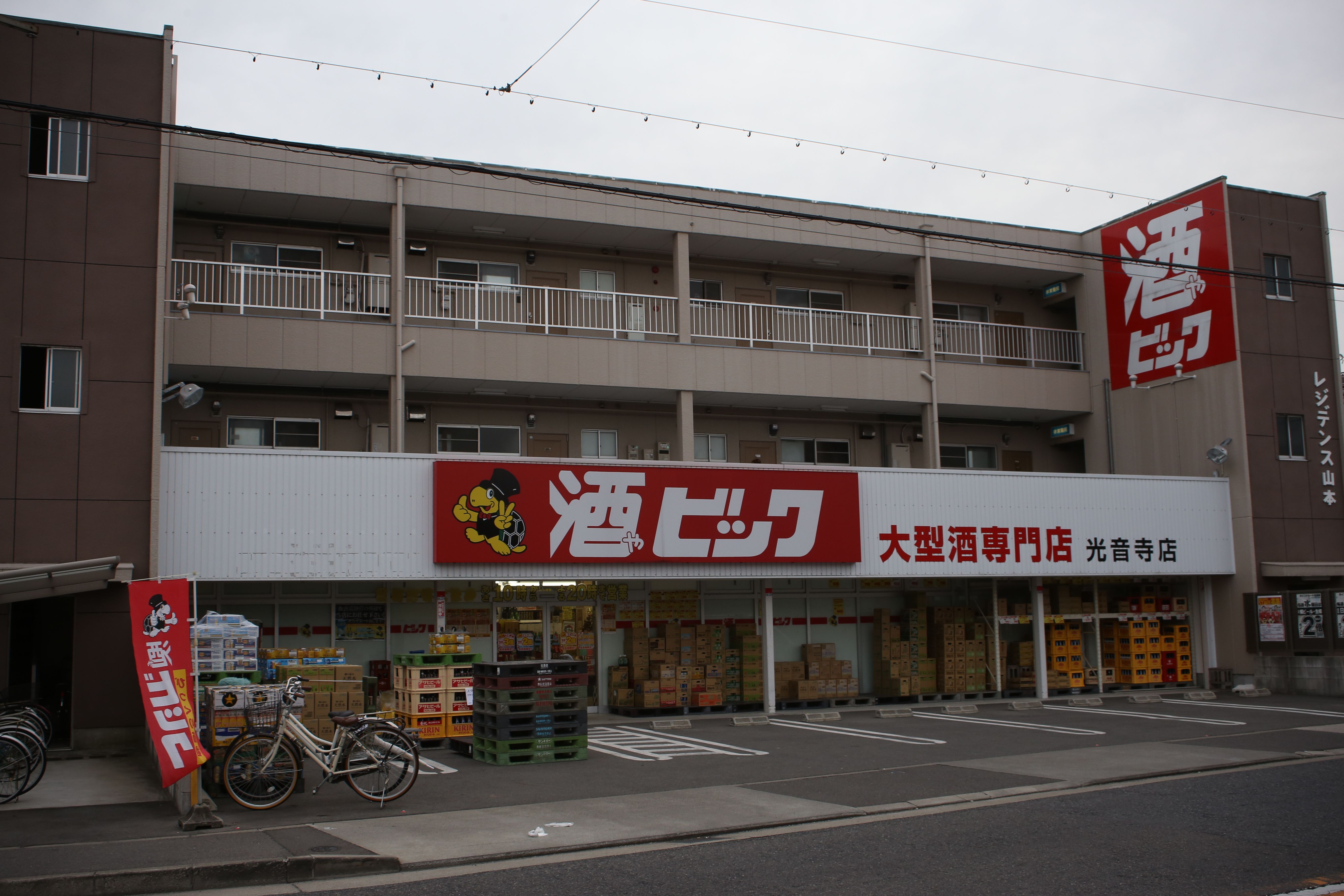
酒ゃビック光音寺店（2016年12月）

東海地方を中心に酒の専門店チェーン「酒ゃビック」を展開。このほか2000年に酒のこだわり専門店「酒乃京屋伊助」をオープンし、2007年には新業態であるFOODS&LIQUOR「グランビック」をオープンした。2014年に100円ショップ「Can☆Do（キャンドゥ）」とフランチャイズ契約。酒ゃビック店舗に併設をし店舗展開を行っている。また同じ年に酒ゃビック静岡中村町店に「コインランドリービッくん」を併設展開。
自社ブランドの酒の企画・販売も行っている。
キャラクターの亀は「ビッくん」というマスコットキャラクターである。「エコビッくん」「プロビッくん」など派生キャラクターも存在する。
なお、屋号に「ビック」とあるがビックカメラグループではない。ビックカメラグループにも酒販業の「ビック酒販」が存在し、名古屋市内のビックカメラ店内で営業しているため注意を要する。

## 沿革
- 1854年（安政元年） - 初代・伊藤伊助が酒造業の「京伊酒造店」が創業[1][3]。
- 1969年（昭和44年） - 「藤桂京伊株式会社」を設立[1]。
- 1986年（昭和61年） - 「酒ゃビック」１号店を愛知県名古屋市守山区にオープン[1]。
- 2000年（平成12年） - 「酒乃京屋伊助」を愛知県豊田市吉原町にオープン[1]。
- 2007年（平成19年） - 「グランビック」を愛知県一宮市にオープン[4]。（現在は酒ゃビックに業態変更）
- 2014年（平成26年） - 100円ショップ「Can☆Do（キャンドゥ）」とフランチャイズ契約・店舗展開開始。
- 2014年（平成26年） - 「コインランドリービッくん」を酒ゃビック静岡中村町店に併設。

## 業務内容
- 酒類・食品の小売
- ワインなどの酒類の直輸入・卸売・販売

## 店舗
愛知県、岐阜県、三重県、静岡県、滋賀県に計108店舗（酒乃京屋伊助1店舗、フランチャイズ含む）。※2016年7月現在
- 愛知県 60店舗
- 岐阜県 14店舗
- 三重県 10店舗
- 静岡県 20店舗
- 滋賀県 3店舗

## 提供番組
- MY WINE STYLE (ZIP-FM　毎週土曜日 19:30 - 19：35）
- いぃ～OSAKE倶楽部（K-mix 毎週金曜日 18:25 - 18：30）